# Eat Raw Meat = Blood Drool
"Eat Raw Meat = Blood Drool" is een single van de Britse post-punk revival band Editors. Het is de derde single van het album In This Light and on This Evening.